# KIF Kolding
KIF Kolding (egentligen Kolding IF Håndbold, KIF Håndbold) är en handbollsklubb från Kolding i Danmark. Klubbens herrlag är den mest framgångsrika klubben, flest gånger Danska mästare, i dansk handbollshistoria. KIF Handboll är en del av Kolding Athletic Association. Åren 2001–2008 tränades herrlaget av Ulf Sivertsson och åren 2008–2011 var Ingemar Linnéll lagets tränare. 
Inför säsongen 2012/2013 gick KIF Kolding ihop med konkursboet AG Köpenhamn och bildade KIF Kolding Köpenhamn. 2018 bröts samarbetet och KIF Kolding blev återigen självständigt.

## Meriter
- Danska mästare 14 gånger: 1987, 1988, 1990, 1991, 1993, 1994, 2001, 2002, 2003, 2005, 2006, 2009, 2014, 2015
- Danska cupmästare sju gånger: 1990, 1994, 1999, 2002, 2005, 2007, 2014

## Spelare i urval
- Kim Andersson (2012–2015)
- Lasse Andersson (2013–2016)
- Lasse Boesen (1997–2003, 2006–2007, 2011–2015)
- Joachim Boldsen (2012–2014)
- Lars Christiansen (1992–1996, 2010–2012)
- Ole Erevik (2008–2011)
- Christian Hjermind (2003–2007, 2008–2009)
- Kasper Hvidt (2012–2017)
- Konstantin Igropulo (2015–2017)
- Lars Krogh Jeppesen (2010–2011, 2013–2014)
- Magnus Landin Jacobsen (2014–2018)
- Jesper Nøddesbo (2004–2007)
- Fredrik Ohlander (1998–2002, 2005–2008, 2011–2012)
- Sebastian Seifert (2000–2002, 2003–2009)
- Thomas Sivertsson (2001–2008)
- Bo Spellerberg (2002–2012, 2012–2018)
- Kasper Søndergaard (2007–2011)